# Meira Farkas
Meira Farkas (* 1945 in Arad, Rumänien) ist eine in Österreich lebende Pianistin.

## Leben
Meira Farkas wurde in Rumänien geboren und wanderte dann im Alter von 15 Jahren, zusammen mit ihrer Familie, nach Israel aus. Sie studierte dann an der Musikakademie Tel Aviv bei Ilona Vincze-Kraus Klavier und bei Ödön Pártos Kammermusik. Danach lebte sie einige Jahre in den USA und studierte in New York am Mannes College of Music und an der Juilliard Music School bei Leonard Shure, Rosina Lhévinne und Ilona Kabos. Als Gast beim Festkonzert für Arthur Rubinstein absolvierte sie in der Carnegie Hall einen ihrer ersten Auftritte. Sie nahm an den Wilhelm Kempffs Beethoven Meisterkursen in Italien teil und wurde zum Kammermusikfestival in Prussia Cove (Cornwall, Großbritannien) unter der Leitung von Sándor Végh, zum Marlboro Music Festival (Marlboro, USA) und zum Tibor Varga Festival in Sion (Schweiz) eingeladen.
In Österreich trat die Pianistin u. a. im Brahmsaal des Wiener Musikvereins auf, war Solistin im Rahmen der Wiener Festwochen und beim Carinthischen Sommer (Ossiach, Österreich).

### Musik
Ihr Repertoire umfasst Werke der Klassik und Romantik, ihr Schwerpunkt ist Franz Schubert.
Farkas stand u. a. mit Itzhak Perlman, Rudolf Serkin und Pinchas Zukerman auf der Bühne. Till Fellner, die chinesische Pianisten Chih-Yu Chen und Catalina Butcaru zählen zu ihren Studierenden.

## Diskographie (Auswahl)
- Franz Schubert, Wandererfantasie * 4 Klaviersonaten Erschienen bei Gramola 2011
- Franz Schubert, Die letzten Klavierwerke Erschienen bei Gramola 2006